# Viträsket
Viträsket är en sjö på Runmarö i Värmdö kommun i Uppland och ingår i Norrström-Tyresåns kustområde. Sjön har en area på 0,335 kvadratkilometer och ligger 3 meter över havet.

## Delavrinningsområde
Viträsket ingår i det delavrinningsområde (657658-166918) som SMHI kallar för Rinner till Brandfjärden. Medelhöjden är 10 meter över havet och ytan är 10,97 kvadratkilometer. Det finns inga avrinningsområden uppströms utan avrinningsområdet är högsta punkten. Avrinningsområdets utflöde mynnar i havet, utan att ha någon enskild mynningsplats.